# Jean Binet (poète)
Pour les articles homonymes, voir Jean Binet et Binet.
Jean Binet, né vers 1510, est un jurisconsulte, humaniste et poète néolatin du XVIe siècle. Il est l'oncle de Claude Binet, le biographe de Ronsard.

## Biographie
Binet est nommé professeur au Collège de Guyenne en 1533.
Il est en relations avec Visagier, Guillaume Budé, Latomus, Janus Lascaris...
En séjour à Paris, il s'attire les bonnes grâces du cardinal de Châtillon.
Établi à Orléans, il est accueilli par le cercle d'humanistes local, dont Théodore de Bèze.

## Œuvres
- De nostri seculi dusciplinarum corruptela et laude Collegii Aquitanici

## Sources
- Jean Dupèbe, « Un poète néo-latin : Jean Binet de Beauvais » (Genève, 1984)
- Charles-Théodore Beauvais, Antoine-Alexandre Barbier « Biographie universelle classique: ou, Dictionnaire historique portatif » (1829)